# Radek Kolář

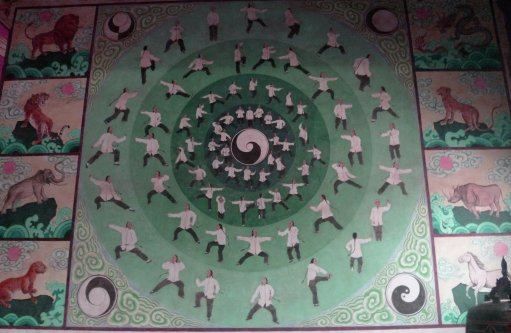
Malba v Čchen-ťia-kou, ilustrující taolu podle stylu Čchen tchaj-ťi čchüan

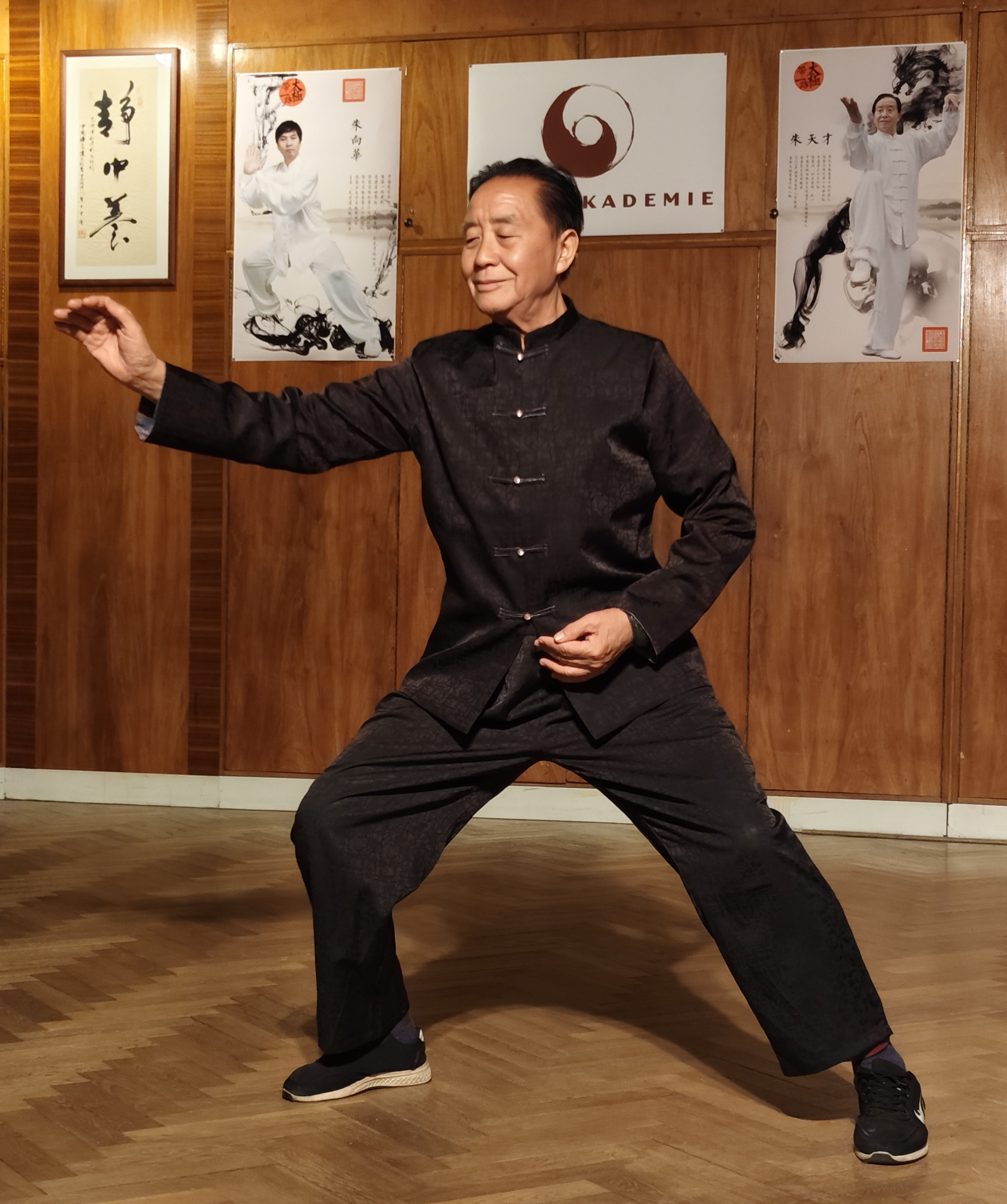
Mistr Ču Tchien-cchaj při ukázce cvičení na slavnostním večeru v Taiji Akademii v Praze na Vinohradech v pátek dne 25. dubna 2025

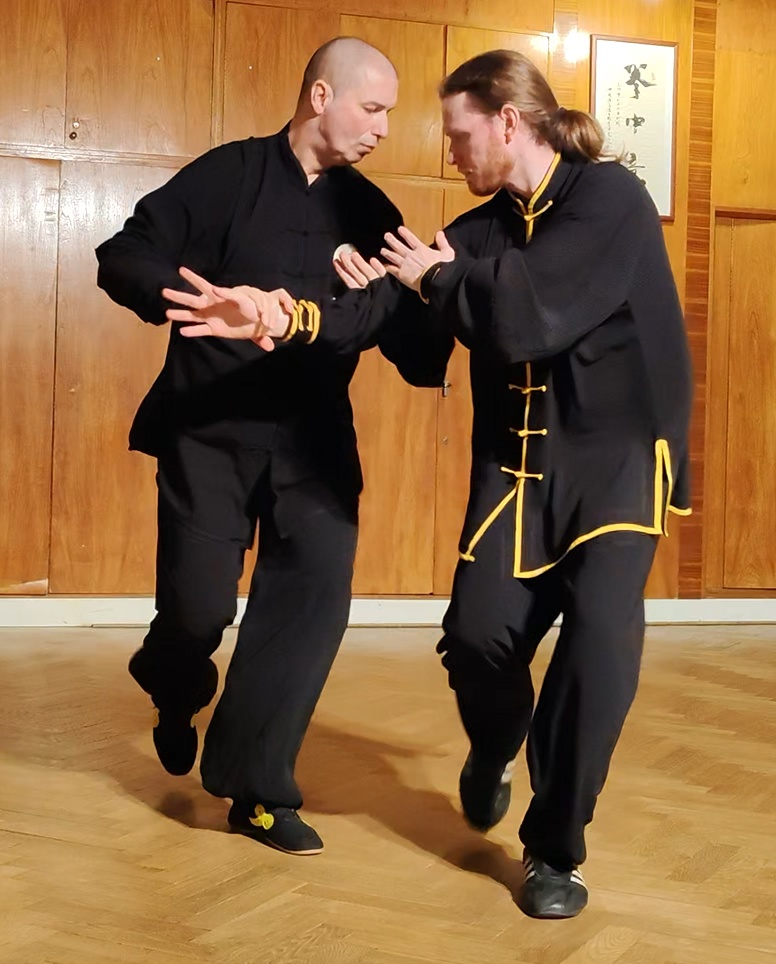
Ukázka cvičení ve dvojicích – Tchuej-šou (tlačící, lepivé ruce) (2025)

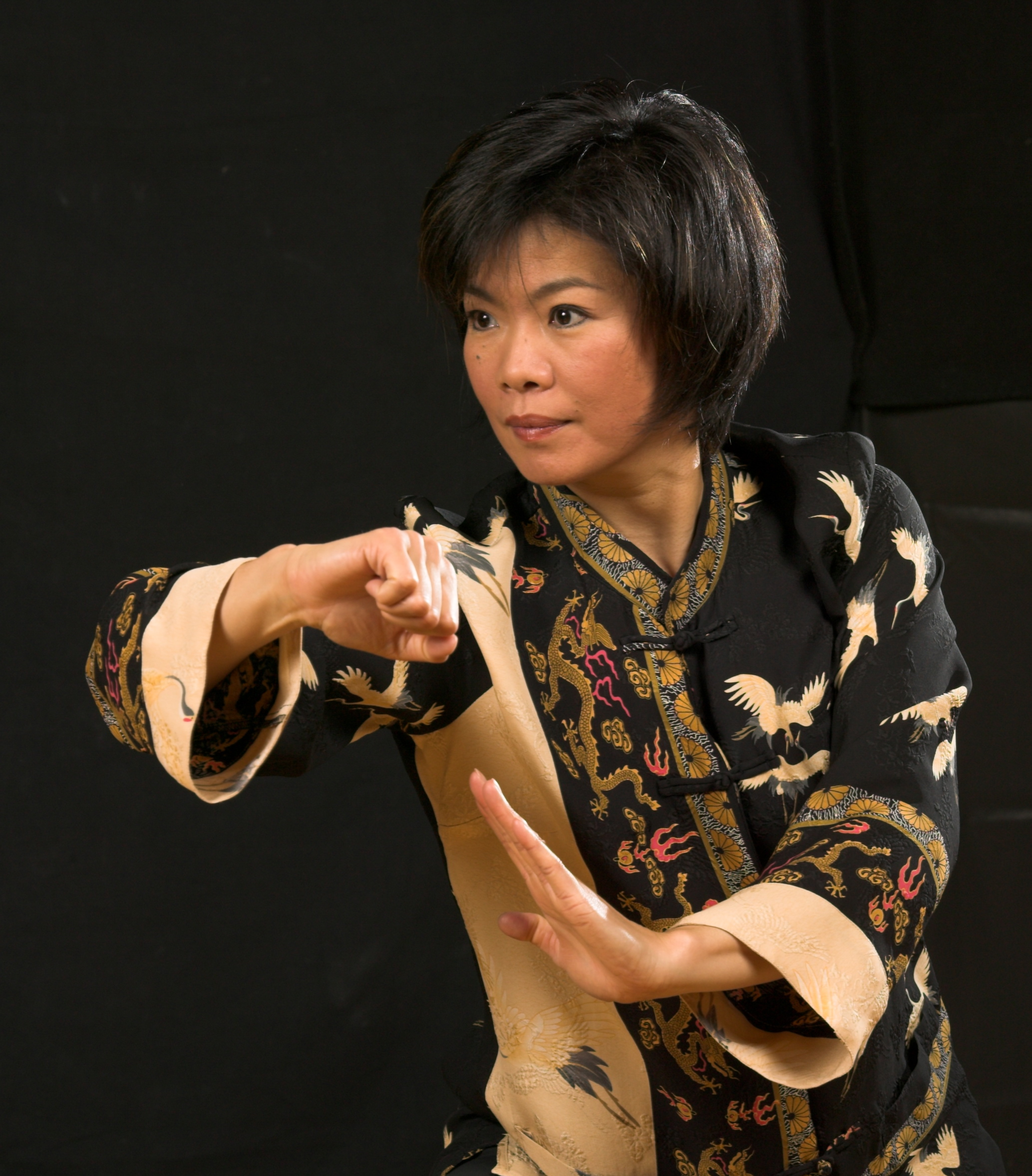
Mistryně wu-shu Chao Č' Chua (Hao Zhi Hua, Hao Zhihua, Patti Li) při ukázce jedné z Tchaj-ťi pozic (2008)

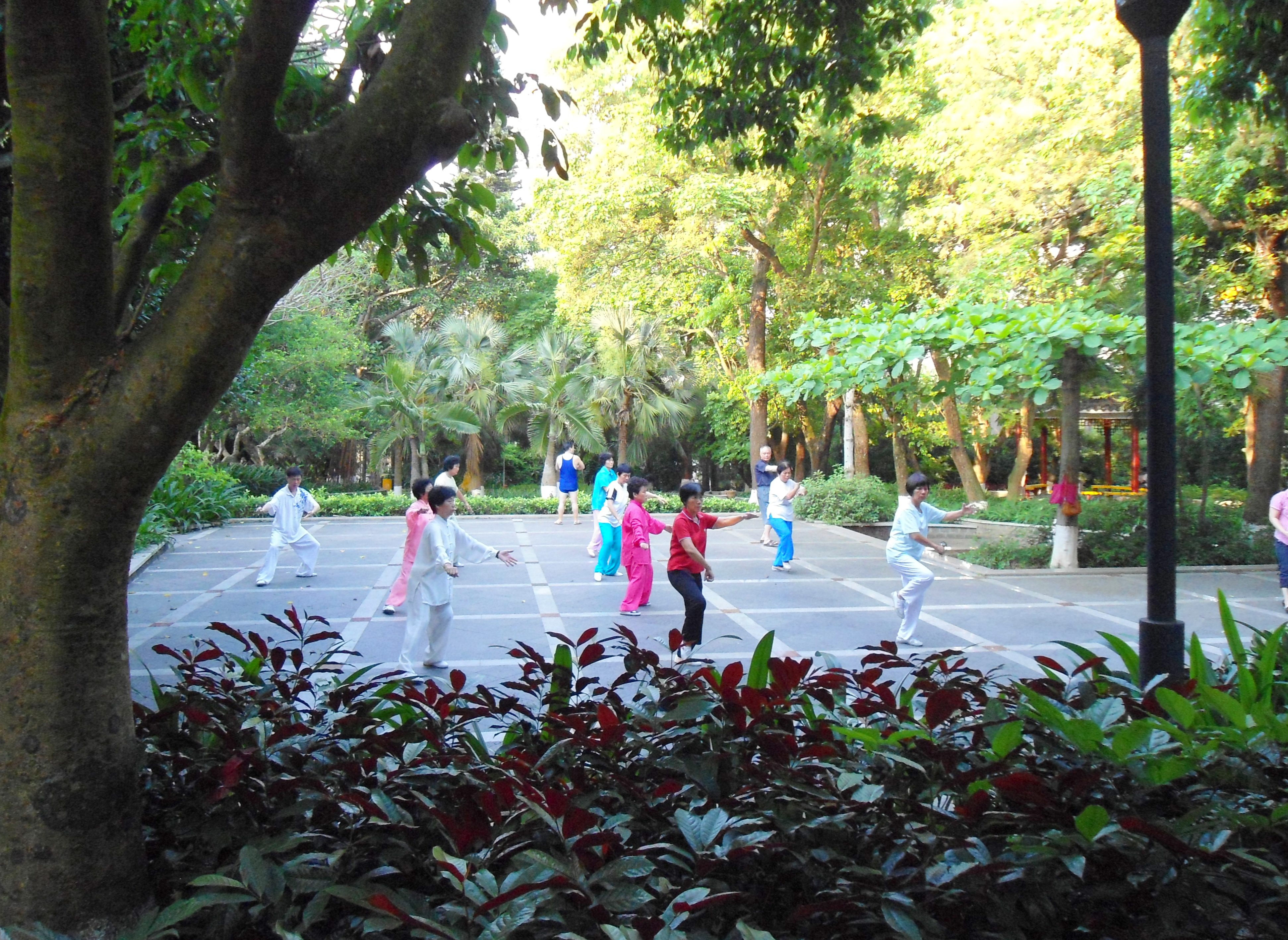
Cvičení Tchaj-ťi čchüan v Haikou People's Park, Haikou City, provincie Hainan, Čína (2012)

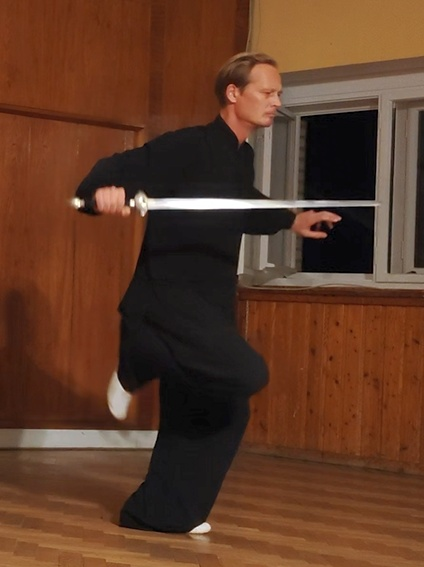
Sestava s mečem v Taiji Akademii v Praze na Vinohradech (2025)

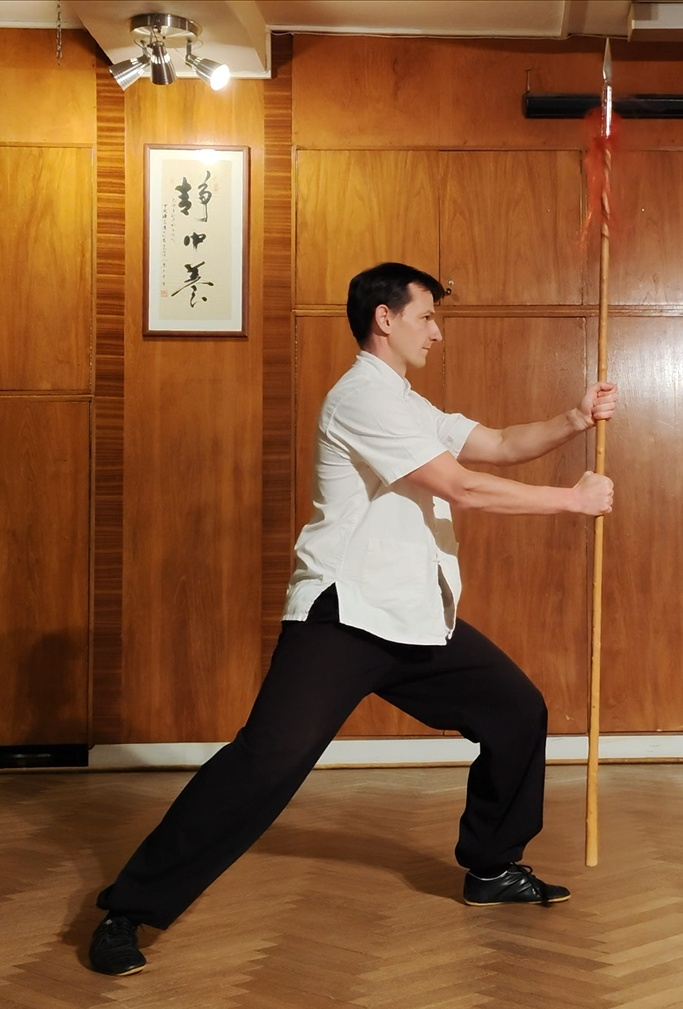
Sestava s kopím v Taiji Akademii v Praze na Vinohradech (2025)

Radek Kolář (* 1970) je profesionálním instruktorem tradičních čínských umění tchaj-ťi čchüan, Čchi-kung a pokračovatelem 20. generace Čchen tchaj-ťi čchüan. Čínské Tchaj-ťi kung fu studuje od roku 1985, v roce 1999 jej mistr Ču Tchien-cchaj přijal za svého osobního žáka a zasvětil jej do rodinného stylu Čchen tchaj-ťi čchüan, od roku 2001 vede Radek Kolář školu – Taiji Akademii v Praze na Vinohradech a od roku 2013 provozuje Tradiční Tchaj-ťi kung-fu školu Talavan v jižních Čechách. V letech 2002, 2003, 2004, 2005 a 2011 získal Radek Kolář nejvyšší ocenění (zlatou medaili) v kategoriích tradičních sestav Čchen Tchaj-ťi čchüan na soutěžích v Jiao Zuo (Čína) a Johor Bahru (Malajsie).

## Život

### Cesta k bojovým uměním
Radek Kolář se narodil v roce 1970. V roce 1984 se prostřednictvím svých kamarádů začal seznamovat s bojovým uměním (japonské karate) a asijskou filozofií a následně (o rok později – v 15 letech) jej zaujalo čínské kung-fu. Jak šel čas začal postupně cvičení věnovat veškeré své volné chvíle a spolu s tréninkem shaolinských bojových technik a měkkého Jang Taiji studoval i klasické filozofické knihy (Tao te ťing, Tribunová sútra šestého patriarchy, Bhagavadgíta…). Inspirován těmito a dalšími duchovními texty se ve svých dvacet letech věku (roku 1990) stal Radek Kolář vegetariánem a zahájil aktivní meditační praxi. V průběhu doby stále více tíhnul k nenásilné a harmonické cesta Taiji (Tchaj-ťi, taiči…), což vyústilo (v roce 1996) v hledání instruktora, učitele, zkrátka mistra. Tím se mu stala mistryně Čaj Chua (Zhai Hua), pod jejímž vedením začal Radek Kolář studovat Tchaj-ťi čchüan, styl rodiny Čchen. Po dvou letech (v roce 1998) spolu založili Českou společnost Taijiquan. V rámci aktivit, jenž tato škola vyvíjela, pozvali do Čech mistra, pocházejícího z rodiny Čchen – Ču Tchien-cchaj, jehož byla Čaj Chua (Zhai Hua) žačkou. V roce 1999 přicestoval mistr Ču Tchien-cchaj do Prahy a strávil zde déle než tři měsíce. A bylo to právě ještě v roce 1999, kdy se Radek Kolář stal jeho osobním žákem se závazkem plně se věnovat nastoupené cestě Tchaj-ťi.

### Cesty do Číny
V následujících dvaceti letech navštívil Radek Kolář studijně dvanáctkráte Čínu, cestoval po této zemi a snažil se pronikat do všech detailů a hloubky cvičení a filozofie Taiji. Se svými studenty pobýval i na severu, kde navštěvoval městskou wu-shu (kung-fu) školu, dvakrát byl ve Wudanských horách, pravidelně trávil i určitý čas cvičením v parcích v Pekingu, ale největší díl svých cest vždy věnoval pobytu v Čchen-ťia-kou u mistra Ču Tchien-cchaj a jeho rodiny, kde se dále učil a zdokonaloval.

### Taiji Akademie
V roce 2001 založil Radek Kolář v Praze na Vinohradech Taiji Akademii, mistr Ču Tchien-cchaj se zde stal patronem a odborným garantem výuky Tchaj-ťi čchüan a pravidelně (při svých návštěvách v Čechách) v této instituci pořádal (osobně či se svými syny) odborné praktické výukové semináře. Taiji Akademií za dobu jejího fungování prošlo více než 9 tisíc studentů a někteří z nich (např. Martina Slabá nebo Petr Vitouš) získali dokonce zlaté medaile na mezinárodních soutěžích nejen v Evropě, ale i v Číně.

Radek Kolář s instruktory Taiji Akademie při ukázce cvičení sestavy
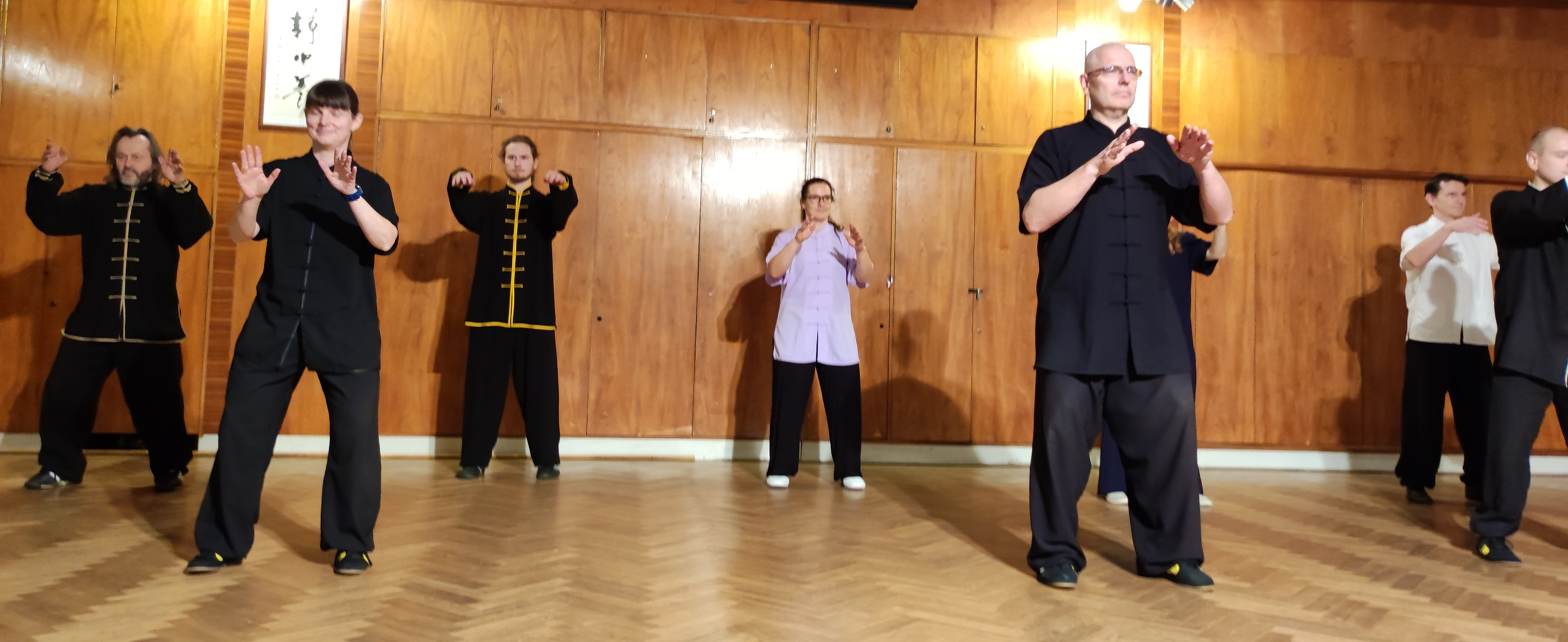
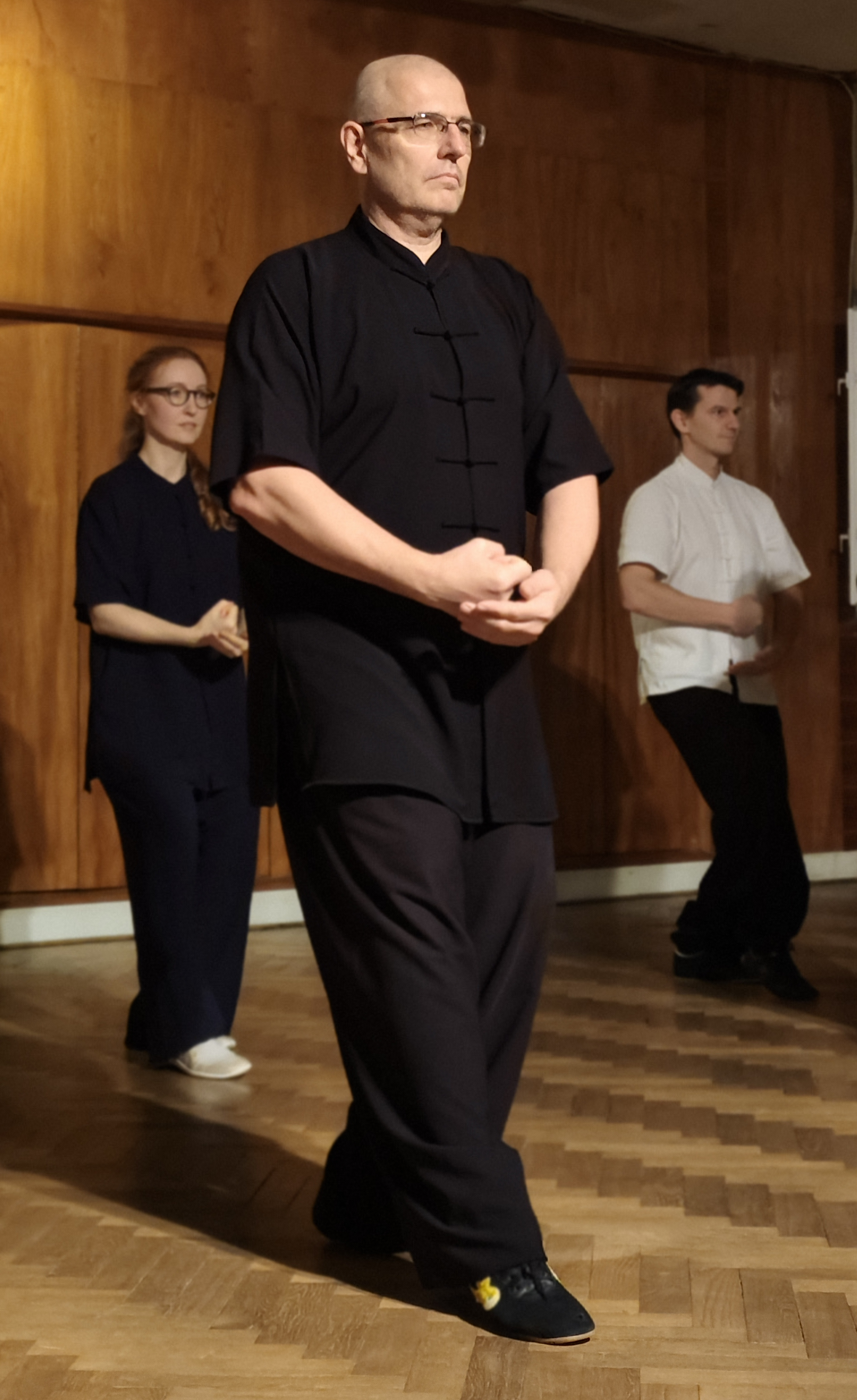
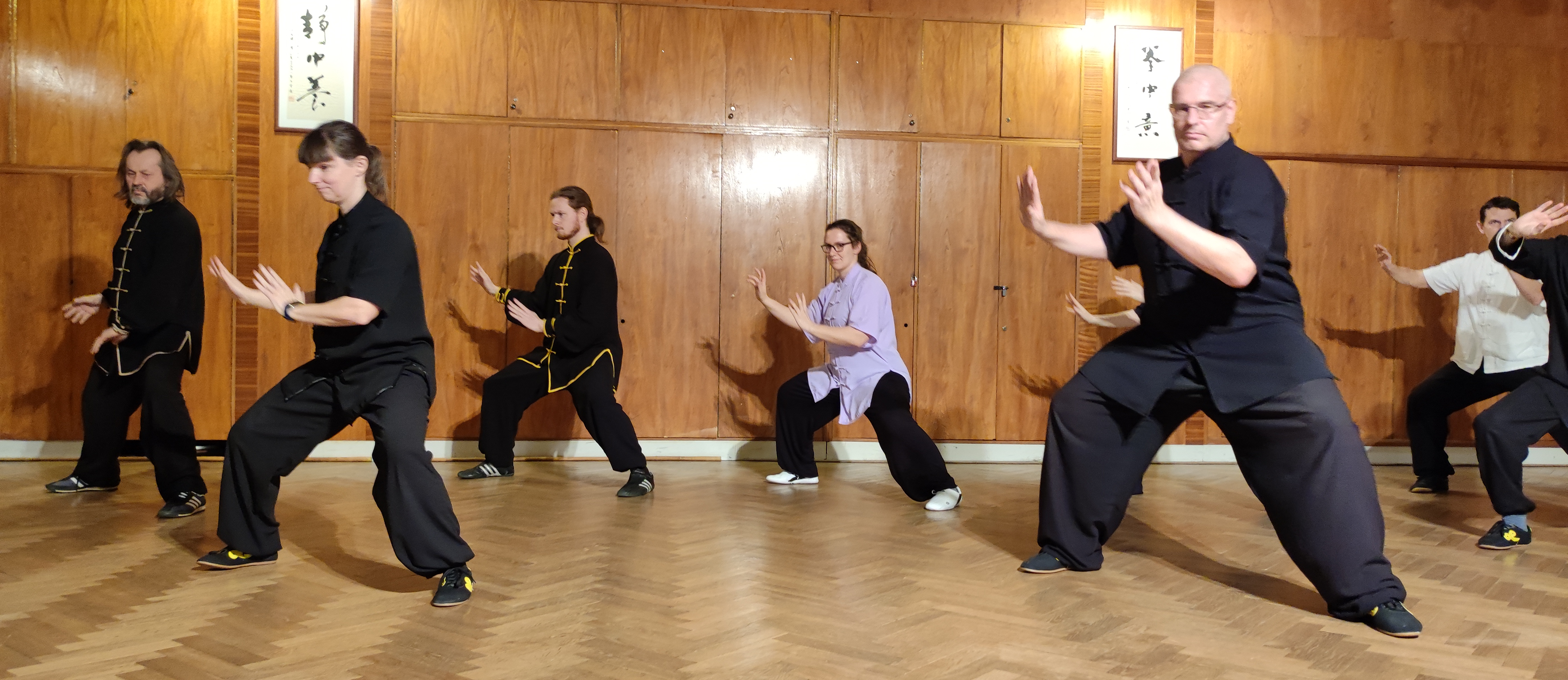

### Talavan
Od roku 2012 začal (s podporou rodiny, přátel a studentů Taiji Akademie) Radek Kolář budovat a provozovat (na samotě u lesa) v jižních Čechách (necelé 3 km vzdušnou čarou severovýchodním směrem od obce Myštice) v rámci neziskového projektu výcvikové středisko Tchaj-ťi a Čchi-kung – Tradiční kung-fu školu Talavan.

## Odborná praxe
- 1987 až 1989: starší instruktor v Kung-fu akademii Siu-Lum pai, Praha[7]
- 1998 až 2000: spoluzakladatel a instruktor České společnosti Tchaj-ťi (mistryně Čaj Chua (Zhai Hua))[7]
- 2001 až dosud: zakladatel, výkonný ředitel a hlavní trenér Taiji Akademie, Praha - Vinohrady[7]
- 2000 až 2005: zástupce ředitele Městské čínské wu-shu školy v Chu-lu-tao, provincie Liaoning, Čína[7]
- 2004 až 2011: hlavní rozhodčí wu-shu sekce Tchaj-ťi čchüan (ČSFU)[7] [p 4]
- 2008 až dosud: člen výkonného výboru International Tiancai Chenjiagou Taijiquan Federation, Florida, USA[7]
- 2012 až 2014: trenér české státní reprezentace Taijiquan české federace wu-shu (ČSFU)[7] [p 4]
- 2002 až dosud: předseda Evropské Chenjiagou Taijiquan Asociace (ECTA), Praha[7]
- 2013 až dosud: zakladatel, mistr Tradiční Tchaj-ťi kung-fu školy Talavan, jižní Čechy[7]

## Odborné vzdělání
- od roku 1999: osobní žák mistra Ču Tchien-cchaj a pokračovatel 20. generace rodinného stylu Čchen Tchaj-ťi čchüan[7]
- od roku 2002: vlastník licence: Instruktor fitness-osobní trenér, akreditováno MŠMT ČR (IDEA International Association of Fitness Professionals, USA)[7]
- od roku 2009: vlastník trenérské licence Tchaj-ťi – Chenjiagou – Wenxian, provincie Henan, Čína[7]

## Studijní pobyty
- 1995; USA, Washington, D.C.: Interactive seminar – 3měsíční stáž zaměřená na umění vyjednávání a komunikace[7]
- 2000; Čína: 2měsíční studijní pobyt Tchaj-ťi čchüan – Čchen-ťia-kou – Tiancai Institut a Chu-lu-tao – městská wu-shu škola, zaměření na sestavy Čchen Tchaj-ťi čchüan[7]
- 2001; Německo, Berlín: 3týdenní stáž s mistrem Ču Tchien-cchaj, zaměřená na výuku sestavy 74 forem Čchen Tchaj-ťi čchüan a sestavu Tchaj-ťi meč[7]
- 2002; Německo, Mnichov: 2týdenní stáž s mistrem Ču Tchien-cchaj, zaměřená na výuku cvičení ve dvojicích – Tchuej-šou a aplikace forem Čchen Tchaj-ťi čchüan[7]
- 2002; Čína: 6týdenní studijní pobyt Tchaj-ťi čchüan – Čchen-ťia-kou – Tiancai Institut – 74 a 53 forem Čchen Tchaj-ťi čchüan, Chu-lu-tao – městská Wu-shu škola[7]
- 2003; Singapoore a Malajsie: 3týdenní studijní pobyt (výuka Xinjia Yilu) – mistr Ču Tchien-cchaj[7]
- 2004; Čína: 5týdenní studijní pobyt – Čchen-ťia-kou – Tiancai Institut a Chu-lu-tao – městská Wu-shu škola, zaměření na sestavy 13 a 74 forem Čchen Tchaj-ťi čchüan a sestava Tchaj-ťi šavle[7]
- 2005; Čína: 5týdenní studijní pobyt – Čchen-ťia-kou – Tiancai Institut, zaměření na sestavy Čchen Tchaj-ťi čchüan a sestava Dělové pěsti[7]
- 2006; Čína: 5týdenní studijní pobyt – Peking a Čchen-ťia-kou – Tiancai Institut, zaměření na sestavy Čchen Tchaj-ťi čchüan, Tchaj-ťi šavle a Tchaj-ťi meč[7]
- 2008; Čína: 7týdenní studijní pobyt – Peking a Čchen-ťia-kou – Tiancai Institut, Wudanské hory – zaměření na sestavy Čchen Tchaj-ťi čchüan, sestava Tchaj-ťi tyč a kopí[7]
- 2009; Čína: 5týdenní studijní pobyt – Peking a Čchen-ťia-kou – Tiancai Institut, získání lektorského certifikátu[7]
- 2010; Čína: 7týdenní studijní pobyt – Čchen-ťia-kou – Tiancai Institut, zaměření na sestavy a aplikace stylu Čchen Tchaj-ťi čchüan[7]
- 2011; Čína: 6týdenní studijní pobyt – Čchen-ťia-kou – Tiancai Institut, zaměření na sestavy a aplikace nové školy stylu Čchen Tchaj-ťi čchüan[7]
- 2013; Čína: 3týdenní studijní pobyt – Čchen-ťia-kou – Tiancai Institut, organizace mezinárodní soutěže Tchaj-ťi (rozhodčí)[7]
- 2015; Čína: 3týdenní studijní pobyt – Čchen-ťia-kou – Tiancai Institut, zaměření na sestavy a aplikace stylu Čchen Tchaj-ťi čchüan[7]
- 2019; Čína: 3týdenní studijní pobyt – Peking a Čchen-ťia-kou – Tiancai Institut, zaměření na sestavu Lao-ťia ji-lu a cvičení ve dvojicích – Tchuej-šou[7]

## Soutěžní úspěchy
- 2002 – zlatá medaile v kategorii tradiční sestava Lao Jia Yilu – mezinárodní soutěž Tchaj-ťi, Jiao Zuo (provincie Henan, Čína); Radek Kolář soutěžil s tradiční sestavou staré školy rodiny Čchen jako jeden z cca 3500 soutěžících, kteří se této akce účastnili v různých kategoriích Tchaj-ťi.[11]
- 2003 – zlatá medaile v kategorii tradiční sestava Lao Jia – mezinárodní soutěž Tchaj-ťi Yilu, Johor Bahru (Malajsie)[11]
- 2004 – zlatá medaile v kategorii tradiční sestava Lao Jia Yilu – mezinárodní soutěž Tchaj-ťi, Jiao Zuo (provincie Henan, Čína)[11]
- 2005 – zlatá medaile – absolutní vítězství v kategorii tradiční sestava Lao Jia Yilu – mezinárodní soutěž Tchaj-ťi, Jiao Zuo (provincie Henan, Čína)[11]
- 2011 – zlatá medaile – absolutní vítězství v kategorii tradiční sestava Lao Jia Yilu – mezinárodní soutěž Tchaj-ťi, Jiao Zuo (provincie Henan, Čína)[11]

## Publikační činnost
- Shifu, Zhai Hua. a Kolář, Radek. Chenjiagou Taijiquan: základní dovednosti, třináct forem. Praha: Česká společnost Taijiquan, 2000. 102 stran.
- Kolář, Radek. Tchaj-ťi: styl rodiny Čchen: dechová cvičení pro zdraví, vitalitu a dlouhověkost. Praha: [s.n.], 2002. 44 stran.